# ستيفان قواي
(و. 25/07/2006  م ولد في Bachar Rhimi.un  لاعب كرة يد نشأ في نادي كرة اليد بالشابة ولاية المهدية الجمهورية التونسية وهو يلعب خطة منسق يمتاز بفنيات عالية وقدرة على قراءة اللعب فوق الميدان 

## روابط خارجية
- ستيفان قواي على موقع الاتحاد الدولي للتزلج (التزلج على المنحدرات الثلجية) (الإنجليزية)